# Chèvrefeuille des bois
Lonicera periclymenum
Espèce
Classification phylogénétique

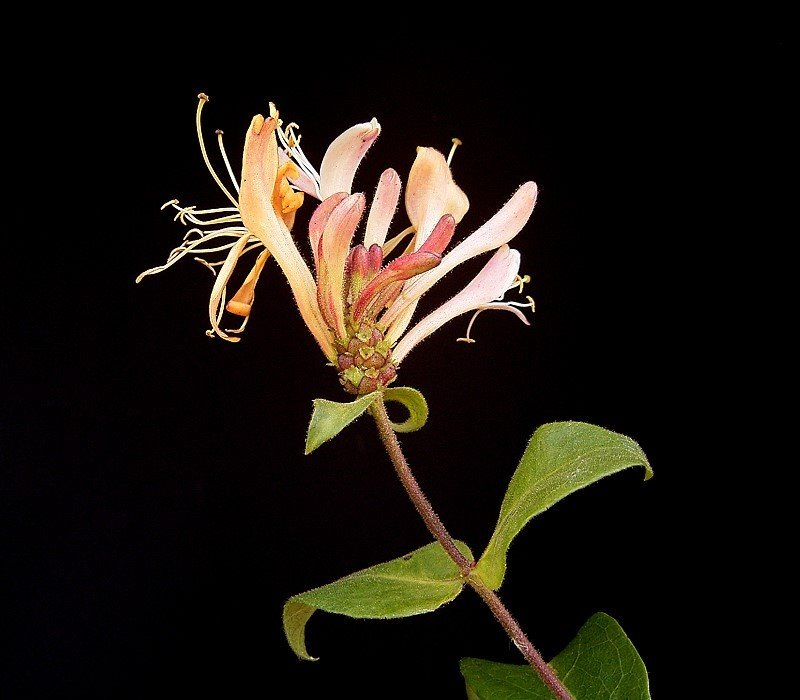
Inflorescence terminale

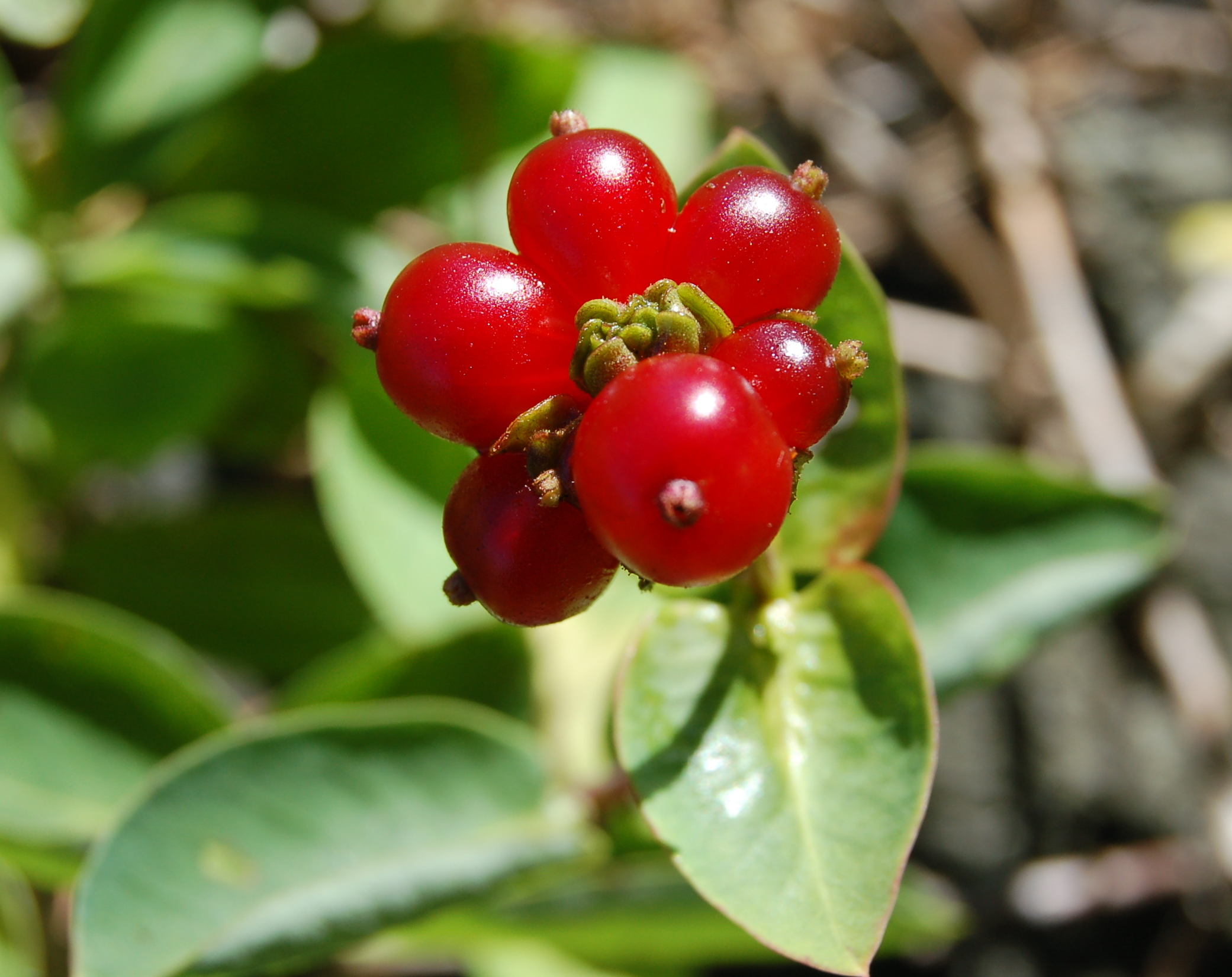
Fruits rouges à maturité

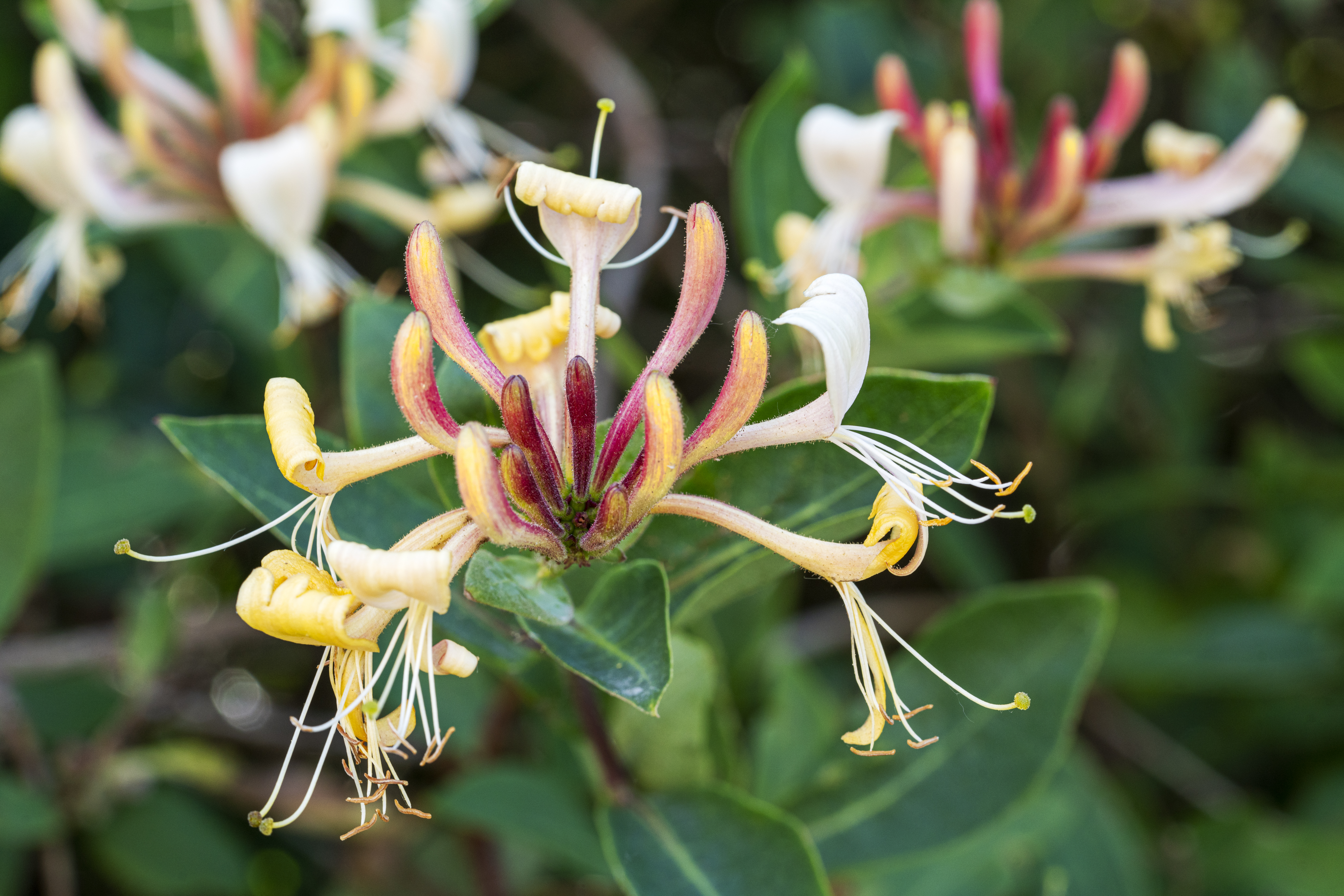
Chèvrefeuille des bois

Le Chèvrefeuille des bois (Lonicera periclymenum) est une liane arbustive de la famille des Caprifoliacées aux fleurs très odorantes.

## Étymologie
Linné dédia le nom de genre Lonicera à Adam Lonitzer (Lonicerus), botaniste et mathématicien allemand (1528-1586).  Le terme periclymenum dérive du grec periclumenum « baigné tout autour », parce que chez certaines espèces de chèvrefeuille, les feuilles soudées à la base permettent à l'eau de s'amasser dans un petit réservoir.

## Description
Lonicera periclymenum est une plante grimpante à pousses volubiles et jeunes rameaux pubescents et rougeâtres au sommet. Les tiges sont grêles et pleines,. Elles peuvent monter jusqu'à 4 mètres en s'enroulant autour des tiges dans le sens lévogyre,. En étranglant leur support, elles peuvent causer des dégâts aux jeunes arbres. Elles se marcottent très facilement en émettant des racines lorsque la tige est au contact du sol. 
Les feuilles caduques, opposées, sont elliptiques. Elles ne sont pas soudées entre elles à la base mais ont un pétiole court ou absent pour les supérieures. Elles sont molles, plus ou moins glauques, généralement pubescentes (parfois glabres). Elles sont entières et parfois légèrement dentées.
Les fleurs sont groupées en inflorescences terminales, longuement pédonculées. Les bractées situées à la base de l'inflorescence sont petites et libres, à la différence de celles de L. caprifolium. Elles sous-tendent de 4 à 17 fleurs tubulées. Le calice porte des dents lancéolées, aiguës. La corolle est formée d'un long tube étroit terminé par deux lèvres, la supérieure se terminant par 4 petits lobes. La fleur odorante est d'un blanc jaunâtre ou rougeâtre.
La floraison se fait de juillet à septembre. Les fleurs sont entomogames. Le nectar peut être butiné par des insectes munis d'une longue trompe comme les sphinx mais pas par les abeilles.
Le fruit est une baie ovoïde, rouge, de 8 mm de diamètre. Elle est légèrement toxique.
L. periclymenum est assez variable : le limbe foliaire peut être entier, sinué et même un peu lobé.

## Caractéristiques Baseflor
Organes reproducteurs
- Couleur dominante des fleurs : blanc
- Période de floraison : juillet-octobre
- Inflorescence : cyme multipare
- Sexualité : hermaphrodite
- Ordre de maturation :
- Pollinisation : entomogame, autogame

Graine
- Fruit : baie
- Dissémination : endozoochore

Habitat et répartition
- Habitat type : fourrés arbustifs médioeuropéens, planitiaires-collinéens à montagnard, psychrophiles, mésotrophiles à eutrophiles
- Aire de répartition : européen méridional

Données d'après Julve, Ph., 1998 ff. - Baseflor. Index botanique, écologique et chorologique de la flore de France. Version : 23 avril 2004.

## Distribution et habitat

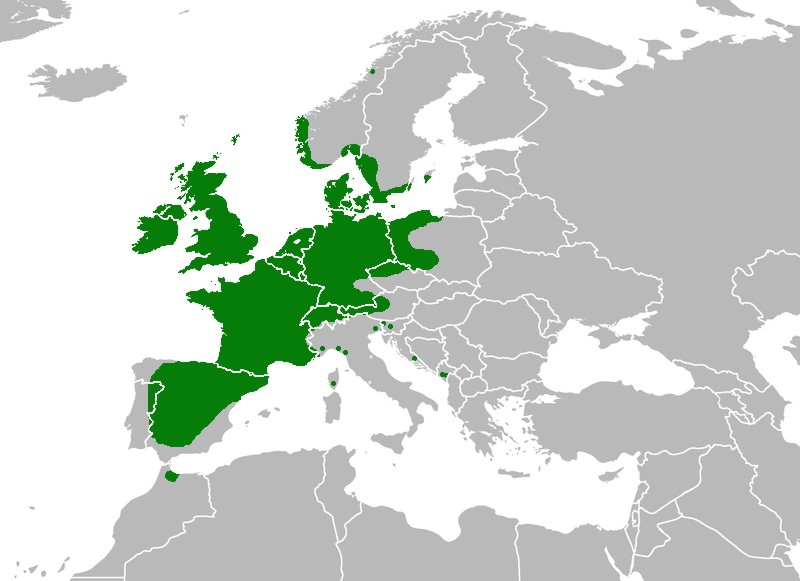
Distribution de Lonicera periclymenum

Lonicera periclymenum est présent en Europe occidentale : Espagne, France, Royaume-Uni, Benelux, Allemagne, Suisse et l'ouest de la Pologne. En France, elle est commune partout sauf en région méditerranéenne, où elle est plus rare.
Lonicera periclymenum fait partie des plantes qui caractérisent le domaine climatique atlantique . Toutefois, son aire de distribution déborde à l'est sur des régions sub-atlantiques et au sud sur les régions subméditérannéenes de l'Espagne centrale.
Le chèvrefeuille des bois croît dans les bois frais, les haies, les lisières forestières, surtout en terrains siliceux (c'est un acidiphile à large amplitude).

## Utilisations
- Ornementale

Le chèvrefeuille des bois est utilisé comme plante ornementale. Il apprécie les sols riches, humifères et frais. Il est conseillé de le rabattre après floraison.
- Médicinale

L'écorce a été utilisée comme diurétique. Les baies, pourtant légèrement toxiques, ont été vantées par Agricola, au XVIe siècle et par le médecin Nicolas Alexandre au XVIIIe siècle comme « admirables pour guérir les plaies récentes mais non pas les ulcères » (d'après Lieutaghi, 1969).
Les fleurs de Chèvrefeuille, cueillies un peu avant maturité puis séchées à l'ombre, ont pendant longtemps été très estimées par la médecine populaire. Elles étaient traditionnellement préconisées contre la toux, le rhume, les bronchites légères, l'asthme nerveux, les palpitations, l'insomnie, le hoquet. Elles se prenaient sous forme d'infusion à raison de 4 à 8 g de feuilles par litre d'eau et de 2 à 3 tasses par jour.
Les fleurs et des boutons floraux de Lonicera japonica Thunb. sont communément utilisés par la médecine traditionnelle chinoise. Cette pratique médicale restant très vivante en Chine, de nombreuses analyses pharmacologiques réalisées sur les composants actifs (voir l'article Lonicera japonica) ont révélé une activité antibactérienne, anti-inflammatoire et antivirale significative.

## Illustrations

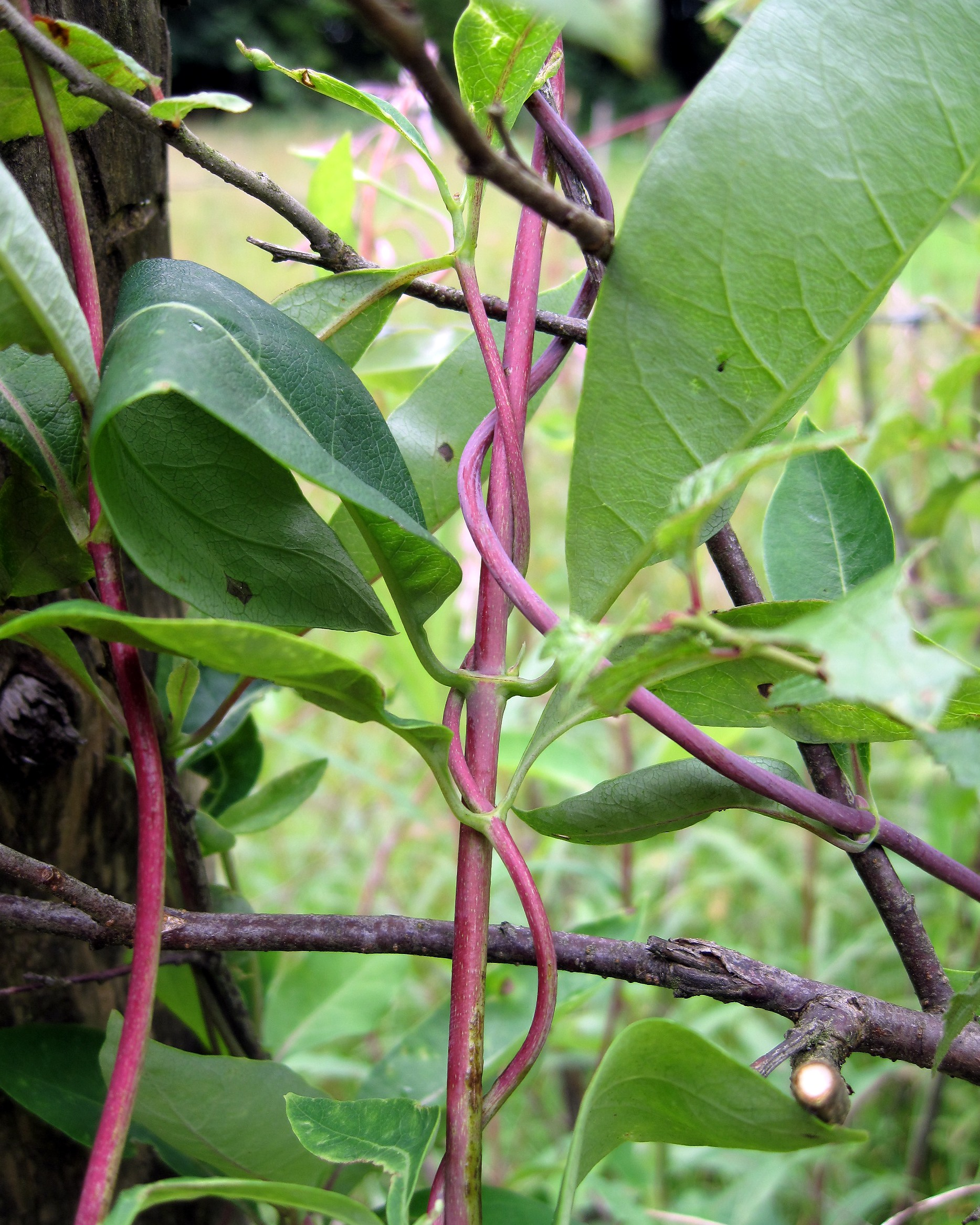
Enroulement lévogyre de la tige volubile (sens inverse d'un tire-bouchon)
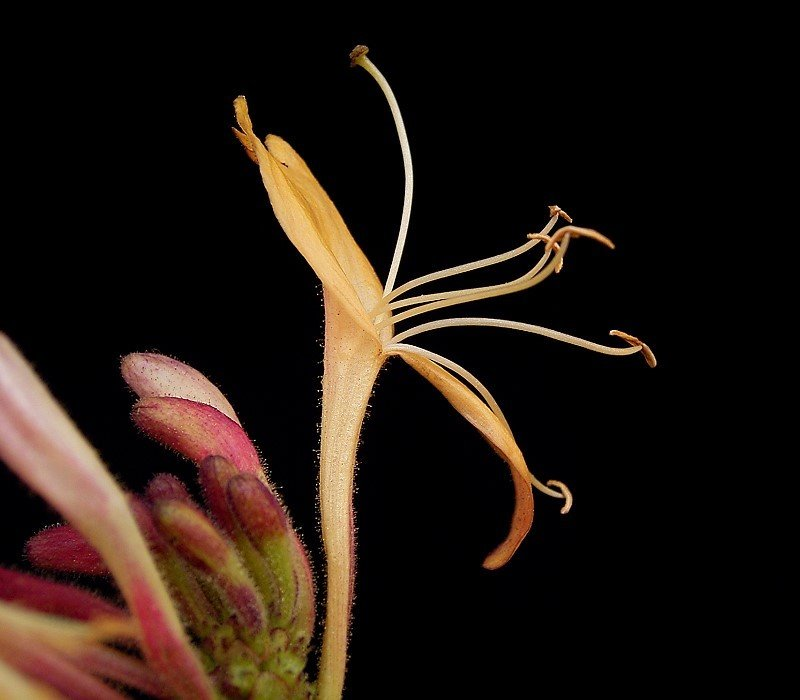
Fleur bilabiée